# Union économique belgo-luxembourgeoise
Le traité d’Union économique belgo-luxembourgeoise (UEBL) est signé le 25 juillet 1921 pour une durée de 50 ans. Les relations économiques et monétaires du royaume de Belgique et du Luxembourg se sont développées dans ce cadre. Entre 1944 et 1999 (introduction de l'euro) le franc belge et le franc luxembourgeois avaient la même parité. Expirant en 1972, la Convention initiale a été prolongée de dix ans en 1982 et en 1992.
Le 18 décembre 2002 les deux pays et les trois régions de Belgique ont signé une nouvelle convention UEBL. 